# Lydia (Louisiane)
Pour les articles homonymes, voir Lydia.
Lydia est un village de la paroisse de l'Ibérie, en Louisiane.

## Histoire
Le nom de cette ville vient de l'ancienne Plantation Lydia fondée par Hypolite Patout qui lui donna le nom de sa fille prématurément décédée.
Le village se développa à partir des années 70 quand la société Morton Salt Co abandonna les îles de Weeks et donna à ses travailleurs la possibilité d’acquérir leurs logements et de les déplacer aux frais de la compagnie, à Lydia et dans les localités environnantes.
L’église catholique St Nicholas fut fondée à Patoutville en 1868 et déplacée à Lydia dans les années 60. Il n'en reste que le cimetière du même nom.